# Antonio Todaro

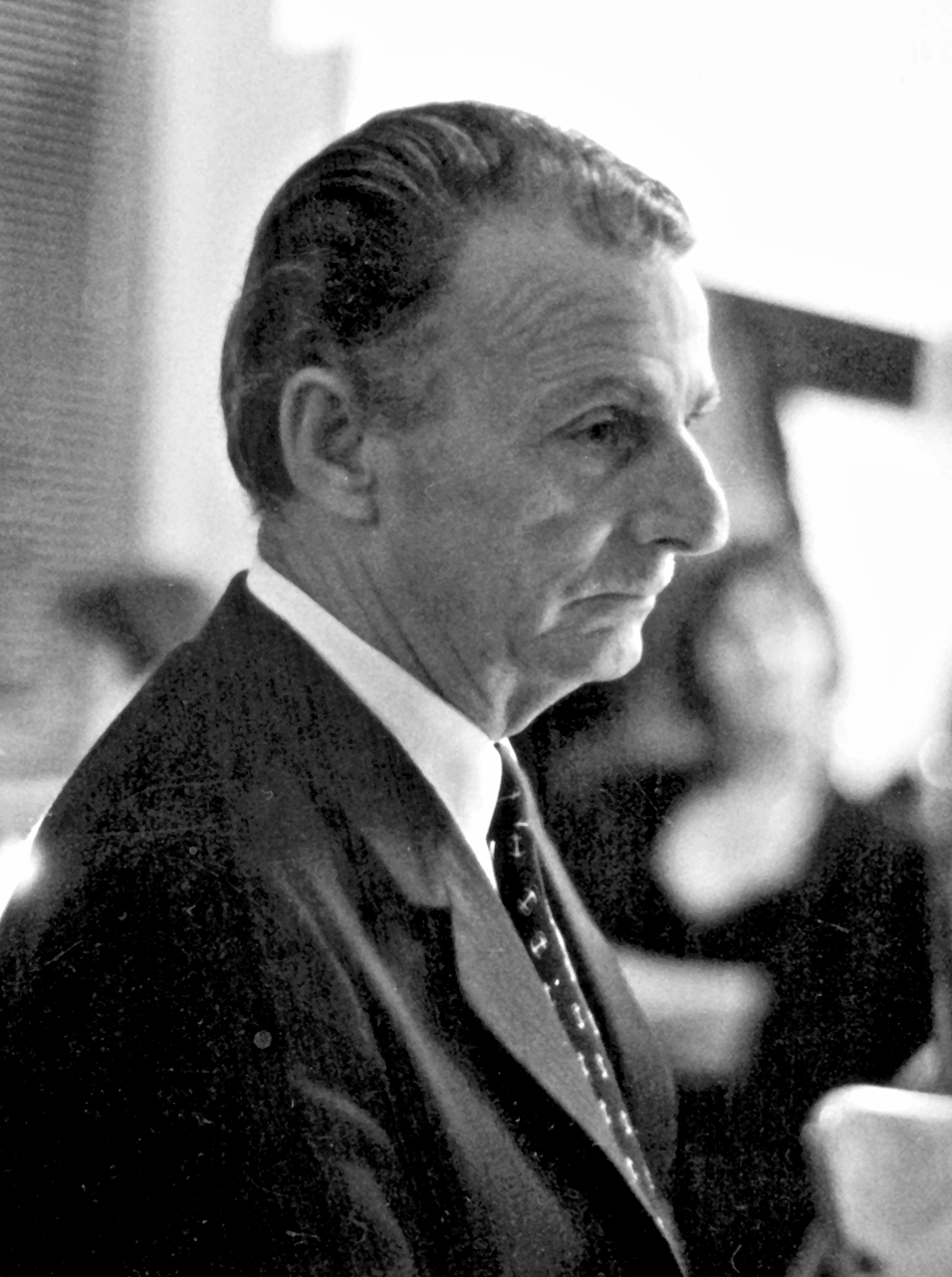
Antonio Todaro

Antonio Todaro (geboren 12. September 1929; gestorben 28. Januar 1994 in Buenos Aires) war ein argentinischer Tanzlehrer.
Antonio Todaro gilt als herausragender Meister und Lehrer des Tango Argentino. In den 1980er-Jahren war er stilbildend für eine ganze Generation von jungen, professionellen Tangotänzern wie Miguel Angel Zotto, Milena Plebs, Roberto Herrera, Vanina Bilous, Alejandra Mantiñan, Gustavo Russo. und andere. Viele heute bekannte Tangotänzer gingen durch seine Schule.

## Leben
Antonio Todaro wurde in Buenos Aires im Viertel Mataderos geboren. 1949 gewann er einen Tanzwettbewerb im Club Marplatense in Lanús und wählte daraufhin Tänzer und Tanzlehrer zum Beruf.
Trotzdem war er viele Jahre auf seinen Beruf als Maurer angewiesen. Mit seiner Tochter Inés bildete er ein gut erinnertes Tanzpaar.
Obwohl er ständig innovatives, bühnentaugliches Schrittmaterial für seine Schüler erfand,
trat er selbst nicht als Bühnentänzer auf: Sein Publikum war das der „Milonga“ genannten Tanztreffs und Cabarets, in denen er mit Freunden Showeinlagen gab.
Sehr kreativ hat er den Part der Frau ausgearbeitet und ihr so zu tänzerischer Gleichwertigkeit verholfen.
Noch sehr jung hat Todaro in der Schule von Lita und José Mendez unterrichtet. Er hat nie aufgehört in unterschiedlichen Salons Trainingsstunden zu organisieren,
auch nicht während der Jahre des größten Rückgangs in den 60er und 70er-Jahren, als der Tango praktisch zu einem Randkult geschrumpft war. Mitte der 80er-Jahre unterrichtete er u. a. Miguel Zotto und Milena Plebs, die bald zu den Stars der Broadway-Show „Tango Argentino“ avancierten, jener Show, die weltweit zur neuen Popularität des argentinischen Tango beitrug. Ebenso wie weitere Tango-Paare, die später ebenfalls Stars der besagten Broadway-Show wurden und heute zu den bekanntesten und erfolgreichsten Tango-Tänzern weltweit gehören: Roberto Herrera, Vanina Bilous, Pablo Veron, Alejandra Mantinan, Gustavo Russo, Carlos Copello und viele mehr.
1988 wurde er erstmals als Lehrer nach Amsterdam
und Berlin eingeladen. Er unterstützte so maßgeblich das neu aufgeflammte Interesse für den Tangotanz in Europa. Von nun an bis kurz vor seinem Tod kam er regelmäßig zu ausgedehnten Workshoptourneen und wurde zum wichtigen Lehrer der hiesigen Tangoszene.
In Berlin übernahm er die Schirmherrschaft über die von Juan D. Lange und ihm entwickelte, professionelle Unterrichtsmethode „Tango vom Rio de la Plata“.